# Myst
Myst ist der Name einer Serie von Computer-Adventure-Spielen. Der erste Teil erschien 1993 und galt mit über sechs Millionen Kopien seinerzeit als das meistverkaufte Computerspiel der Welt. Es war eines der ersten Computerspiele, die auf Compact Disc (CD) verkauft wurden, um die damals fortschrittliche Grafikqualität zu ermöglichen.

## Spielprinzip
Der Spieler muss neue Gegenden erforschen, die Funktionsweise von (oft an Steampunk erinnernden) Maschinen erkennen und so allmählich ein logisches Puzzle zusammensetzen, um an das Ziel des Spiels zu gelangen. Myst bietet eine surreale Umgebung, fantasievoll gestaltete Details, interessanten Sound und vorgerenderte Computergrafik hoher Qualität sowie animierte Filmsequenzen von Maschinen, Tieren oder anderen sich bewegenden Objekten. Die hohe Grafikqualität wird durch eine Einschränkung der Bewegungsfreiheit innerhalb der Spielwelt erkauft.
Die Spielfigur kann in dreidimensional modellierten, vorberechneten (gerenderten) Bildern nur in vorgegebene Richtungen gedreht und bewegt werden. Der Bildschirm besteht nur aus dem Bild der Szenerie, über die man den Mauszeiger bewegt und in der man durch Anklicken bestimmter Stellen Aktionen auslöst. Das Bewegungsmodell wurde schrittweise in den folgenden Teilen der Serie (Riven – The Sequel to Myst, Myst III: Exile, Myst IV: Revelation) in seiner Flexibilität erhöht, bis schließlich in Myst V: End of Ages eine komplette Echtzeit-3D-Umgebung zur Verfügung steht, in der man sich frei bewegen kann. Myst ist eines der ersten Adventures, das nahezu vollständig auf das Konzept der Inventarliste verzichtet.

## Handlung
Hinter der Handlung von Myst steht eine fiktive Weltanschauung. Danach gibt es unendlich viele Welten (Zeitalter), zu denen mittels spezieller Bücher eine Verbindung hergestellt werden kann. Die Hochkultur der D’ni hatte die Fähigkeit des Weltenverbindens und -bereisens und ging in der Regel sehr verantwortungsbewusst damit um. Nach dem Untergang der Kultur versuchte Gehn (halb D’ni, halb Mensch), diese Technik eigenmächtig und ohne Aufzeichnungen zu erlernen und für seine Zwecke zu missbrauchen.
In den Spielen kämpft man gegen die negativen Folgen des Missbrauchs des Weltenverbindens. Atrus ist dabei überfordert, die Folgen der Machtgier seines Vaters Gehn und seiner Söhne Sirrus und Achenar auszugleichen und ihnen das Handwerk zu legen. Der Spieler tritt dabei als externer Helfer in die Familie ein, bereist zahlreiche – meist von Atrus geschriebene – Zeitalter und entschlüsselt dabei ein Familiengeheimnis ums andere.

### D’ni
Der Name D’ni bezeichnet sowohl eine fiktive, hochentwickelte Kultur als auch deren unterirdisches Reich in der Welt der Myst-Reihe. Die ursprünglich außerirdische Kultur der D’ni entkam dem Untergang ihrer Heimatwelt und siedelte sich in einem Höhlensystem tief unter der Erdoberfläche an, wo die Bewohner über Jahrtausende ein riesiges Reich errichteten, das jedoch nie Kontakt zur Oberfläche aufnahm.
Sowohl die Flucht von ihrer sterbenden Welt als auch die Versorgung des Reiches mit Nahrung und wichtigen Rohstoffen gelang den D’ni mit Hilfe spezieller Verbindungsbücher, die Portale zu fremden Welten darstellen. Dies erklärt die große Bedeutung des geschriebenen Wortes und der Schrift an sich in der D’ni-Gedankenwelt. Die Sprache der D’ni wurde seit dem Beginn der Myst-Reihe von Linguisten erschaffen und weiterentwickelt.
Die stark arbeitsteilige Gesellschaft dieser Kultur gliedert sich in verschiedenste Gilden, die auf die jeweiligen Tätigkeiten spezialisiert sind (zum Beispiel Schreiber, Tintenmacher, Landvermesser etc.). Diese Spezialisierung ermöglichte zusammen mit der den D’ni angeborenen Sorgfalt, Geduld und einer hohen Lebensspanne die Entwicklung einer einzigartigen Lebensweise und eines umfassenden Verständnisses von Naturgesetzen.

## Spiele

### Übersicht
Zurzeit gibt es sechs Teile der Spieleserie, zwei Erweiterungen und ein Onlinespiel.
1. Myst (September 1993) zunächst für Macintosh-Systeme
  - Myst Masterpiece Edition (November 1999)
  - realMyst (November 2000)
    - realMyst Masterpiece Edition (Februar 2014)

  - Myst für Nintendo DS (Dezember 2007)
  - Myst für Sony PSP (September 2011)
  - Myst für Mac und Windows, mit VR-Unterstützung (August 2021)
2. Riven – The Sequel to Myst (Oktober 1997)
  - Riven für Mac und Windows, mit VR-Unterstützung (Juni 2024)
3. Myst III: Exile (Mai 2001)
4. URU – Ages Beyond Myst (November 2003)
  - Uru Live (November 2003 – Februar 2004)
    - Untíl Uru (2005 – 2007)
    - Myst Online: Uru Live (Februar 2007 – April 2008)
      - Myst Online: Uru Live again (Februar 2010)

  - Add-on: To D’ni (März 2004)
  - Add-on: The Path of the Shell (Juli 2004)
5. Myst IV: Revelation (September 2004)
6. Myst V: End of Ages (September 2005)

Im März 2007 erschien die MYST Complete Edition, welche alle fünf Spiele in einer DVD-Sammlung vereint. Im Mai 2009 erschien die von Cyan veröffentlichte Portierung des ersten Myst-Spieles für das iPhone.
Anfang 2010 erschien die von Cyan veröffentlichte Open Source „MO:UL“, die wieder online spielbar ist. Sie trägt den Gedanken von URU Live weiter und kann zurzeit kostenlos heruntergeladen und gespielt werden. Des Weiteren kündigte Cyan an, dass sie das Spiel sowie die nötigen Werkzeuge als „Open Source Uru Live“ freigeben wollen. Außerdem hat Cyan ein MORE-Projekt in Aussicht gestellt, in dem sie den Traum von URU Live mit Hilfe der Fans weiterführen wollen. Seit Januar 2017 steht Myst („realMyst“) auch für Android-Smartphones und -Tablets im Google PlayStore zur Verfügung.

### Myst
Der erste Teil wurde von den Brüdern Rand und Robyn C. Miller bei Cyan entwickelt und erschien 1993 bei der US-amerikanischen Softwarefirma Brøderbund. Mit über sechs Millionen Exemplaren war es seinerzeit das meistverkaufte Computerspiel der Welt. Als eines der ersten Computerspiele, die die Compact-Disc (CD) verwendeten, läutete es die Ära einer neuen Unterhaltungsgeneration ein. Später wurden die Verkaufszahlen von der Lebenssimulation Die Sims übertroffen.

### Riven – The Sequel to Myst
Riven, entwickelt von Cyan, ist der offizielle Nachfolger zu Myst und erschien 1997 über das Brøderbund-Label Red Orb Entertainment. Entwickelt wurde es – wie auch schon der erste Teil – von den Brüdern Rand und Robyn C. Miller. Unterstützt wurden die beiden dabei von dem Animationsspezialisten Richard Vander Wende (u. a. Aladdin).
Die Handlung von Riven knüpft an das Ende von Myst an. Hier bittet Atrus den Spieler zum einen um Hilfe bei der Suche nach seiner Frau Katharina, die in einer anderen Welt gefangen ist. Zum anderen soll er Atrus’ Vater, Gehn, in einem Gefängnisbuch (siehe Myst) fangen. Zu Beginn des Spiels wird der Spieler in die Welt Riven gebracht, die aus einer Gruppe von fünf miteinander verbundenen Inseln besteht. Von Beginn an sind vier der fünf Inseln durch den Spieler begehbar, was viele Erkundungsmöglichkeiten bietet, aber zugleich auch den Überblick über die Zusammenhänge erschwert, weshalb das Spiel Riven von Kritikern als das schwierigste Spiel der Myst-Reihe bezeichnet wurde. Das Spielprinzip und die Aufmachung blieb im Vergleich zum Vorgänger weitgehend unverändert. 
Riven wurde von den Kritikern und Nutzern größtenteils positiv aufgenommen. Auf Metacritic hat das Spiel eine Bewertung von 83/100 von den Kritikern erhalten. Insbesondere die verbesserte Grafik und Musik im Vergleich zum Vorgängerspiel Myst wurde gelobt. Das englischsprachige Onlinemagazin Adventure Gamers setzte Riven in seiner 2011 erschienenen Liste der 100 besten Adventurespiele aller Zeiten auf Platz 5.
Am 31. Oktober 2022 kündigte Cyan ein 3D-Remake des Spiels an. Dieses wurde am 25. Juni 2024 veröffentlicht.

### Myst III: Exile
Während Cyan an Uru arbeiteten und die Kultur der D’ni in den Vordergrund stellen wollten, fehlten ihnen die Kapazitäten für die Fortsetzung der Reihe. So erschienen Myst III und IV bei Ubisoft, die auch für die inhaltliche Konzentration auf Atrus’ Familiengeschichte verantwortlich sind. Exile ist der dritte, von den Presto Studios entwickelte und 2001 bei Ubisoft erschienene Teil der Myst-Reihe, der die Handlung von Myst und Riven in einer komplexen Geschichte von Rache und Verrat fortsetzt.
In den Spielwelten von Exile ist es erstmals möglich, mit einer 360°-Rundumsicht die Umgebung zu erkunden.

#### Handlung
Auf der Welt Tomahna trifft der Spieler Catherine und Atrus aus Riven wieder. Atrus wird am Anfang ein wichtiges Buch mit Namen „Releeshahn“ von einem plötzlich auftauchenden Unbekannten gestohlen. Releeshahn verbindet eine von Atrus geschriebene Welt, die den überlebenden Einwohnern des zerstörten Reichs D’ni ein neues Zuhause werden soll. Dem Spieler gelingt es als einzigem, dem Unbekannten über ein Verbindungsbuch zu folgen. Der Dieb entpuppt sich als Saavedro (gespielt von Brad Dourif) aus der Welt Narayan, die von Atrus’ Söhnen Sirrus und Achenar einst tyrannisiert wurde. 
Der Spieler erforscht diesmal Zeitalter, mit denen Atrus seinen Söhnen Sirrus und Achenar die Konstruktion von Welten beibringen wollte: So geht es von J'nanin nach Amateria, Voltaic und Edanna. Das Ziel des Spiels ist es, in den Welten durch Enthüllung von Mysterien und das Lösen von Rätseln das Buch „Releeshahn“ wiederzufinden und es Atrus auf Tomahna zurückzubringen. Es gibt mehrere Möglichkeiten zum Beenden des Spiels, welche sich durch unterschiedliche moralische Qualitäten unterscheiden.

#### Rezeption
Das Fachmagazin Adventure Gamers ordnete Myst III: Exile 2011 in seiner Liste der 100 besten Adventurespiele aller Zeiten auf Platz 59 ein.

### Uru – Ages Beyond Myst
Uru, entwickelt von Cyan, erschien bei Ubisoft.
Es nimmt in der Myst-Serie eine exponierte Stellung ein, die Handlung von Uru spielt im Gegensatz zu den übrigen Teilen in der Gegenwart.

#### Handlung
Wie in allen Myst-Teilen dreht sich die Handlung um das Volk der D’ni, welches lange vor dem Menschen die Erde in unterirdischen Höhlen bewohnt haben soll. Doch diese Hochkultur ging einst unter. Dem Spieler bietet Uru die Möglichkeit, die Hinterlassenschaften jener Zivilisation zu erforschen. Auch hier kann er mit Hilfe von so genannten Verbindungsbüchern die verschiedenen Welten der D’ni bereisen. Dabei gilt es, die Funktionsweise von alten Apparaturen zu verstehen und Rätsel zu lösen, um in weitere Bereiche der Welten zu gelangen.

#### Myst als Multi User Dungeon (MUD)
Nachdem Cyan mit Myst und Riven zwei äußerst erfolgreiche Adventures als Grundstein der Myst-Serie entwickelt hatten, verkauften sie die Rechte der ursprünglichen Handlung an Ubisoft, um selbst an einem Projekt namens „Mudpie“ zu arbeiten. Es sollte die Myst-Welten von vorgerenderten Grafiken in eine echtzeitgerenderte 3D-Welt überführen. Da die Myst-Welten jedoch sehr detailreiche Texturen besitzen, musste die Grafikengine weitestgehend neu entwickelt werden. Nach längerer Verzögerung erschien Uru im November 2003 in Deutschland.
Als Ergänzung zu Uru war eine kostenpflichtige Online-Version namens Uru Live geplant, welche die Handlung von Uru fortführen und die Möglichkeit bieten sollte, die Welten mit mehreren Spielern als Forschergruppe zu bereisen und die Rätsel gemeinsam zu lösen. Der Online-Modus war nicht sehr erfolgreich, deswegen wurden schon im Februar 2004 die Server vom Netz genommen. Als Ausgleich wurde im März 2004 eine kleine Erweiterung namens To D'ni kostenlos ins Internet gestellt. Im Juli 2004 wurde ein weiteres kostenpflichtiges Add-on mit dem Namen The Path of the Shell veröffentlicht. Uru mit beiden Erweiterungspacks ist als „Complete Chronicles“ erhältlich.
Später wurde dann mit „Until Uru“ eine Online-Variante veröffentlicht, bei der die Fans selber die Server-Kapazitäten stellen und Cyan lediglich einen Authentifizierungsserver betreibt – mit dem Vorbehalt, diesen jederzeit abzuschalten, was kurz nach dem Start von Myst Online: Uru Live im Februar 2007 auch geschah. Petitionen von Fans haben jedoch bewirkt, dass Cyan Uru Live wieder starten kann (siehe unten).

### Myst IV: Revelation
Erschien am 30. September 2004 auf zwei DVDs. Die Vollinstallation nimmt 8 GB auf der Festplatte in Anspruch.
Wie bereits in Uru ist es möglich, mit Hilfe einer Kamera spielinterne Bilder aufzunehmen, um Hinweise nicht mehr per Hand aufzeichnen zu müssen. Des Weiteren kann ein komplettes Journal geschrieben und mit ebendiesen Bildern vervollständigt werden.

#### Handlung
In Myst IV lernt man die beiden Brüder Sirrus und Achenar näher kennen; dazu das dritte Kind von Atrus und Catherine: „Yeesha“ (was so viel wie „aus“-lachen bedeutet). Atrus nimmt von der Welt Tomahna Kontakt zu seinen verbannten Söhnen Sirrus und Achenar auf, doch während man sich die beiden Gefängniszeitalter der beiden Brüder ansehen möchte, passiert ein Unfall im Labor. Kurz darauf verschwindet Yeesha und die beiden Brüder können entkommen. Somit muss der Spieler die Umstände klären, Tomahna kennenlernen und sich in die Welten Spire, Haven und Serenia begeben, um das Geheimnis zu lüften. Dabei hilft ein magisches Amulett, das Yeesha verlor, als sie verschwand. Immer, wenn man an einen Ort kommt, an dem jemand sehr intensive Erlebnisse hatte, kann man sich diese durch das Erinnerungsamulett erneut ansehen. So tragen sowohl die eigenen Erinnerungen als auch die Erinnerungen der anderen Protagonisten in Form von Video- und Tonsequenzen der vergangenen Geschehnisse zur Enthüllung des „Familien-Geheimnisses“ bei. Bereits auf der CD steht: „Nur wer die Psychologie der beiden Brüder versteht, ist in der Lage das Geheimnis zu lüften.“
So ist das der eigentliche Sinn des Spiels; Revelation wirbt im Trailer: „Jede Familie hat ein Geheimnis – diese Familie hat zwei!“

### Myst V: End of Ages
Erschienen am 22. September 2005 auf einer DVD.

#### Handlung
Myst V hat zwei Hauptdarsteller: einen älteren D’ni-Archivar namens Esher und Yeesha, Atrus’ Tochter.
Das letzte Kapitel setzt genau dort an, wo das Original-Myst endet. Der Spieler steht vor der Herausforderung und Verantwortung, das verlorene Imperium der D’ni – einer antiken Zivilisation, die sich über Tausende von Jahren tief unter der Erdoberfläche entwickelte und dann einer großen Katastrophe zum Opfer fiel – wieder aufzubauen. Wie die vorangegangenen Teile der Serie steigert auch Myst V mit dem Titel End of Ages noch einmal die grafische und akustische Qualität und den Detailreichtum seiner Welten in einer eindringlichen 3D-Umgebung. Allerdings werden Menschen nun nicht mehr durch gefilmte Schauspieler, sondern durch computeranimierte Figuren dargestellt.
Der Spieler wird erstmals durch mystische Wesen, die Bahro, unterstützt, denen er durch Zeichen mitteilen kann, was er von ihnen verlangt. Diese Zeichen „graviert“ der Spieler auf eine ihn begleitende Steinplatte. Nachdem er diese auf den Boden gelegt hat und ein paar Schritte zurückgetreten ist, kann sie von den Wesen gelesen werden. Hat man einen ausführbaren Befehl graphisch richtig eingegeben, wird er gelesen und ausgeführt; so kann man es zum Beispiel regnen lassen.
Gegen Ende des Spiels wird der Spieler vor eine schwierige Wahl zwischen den drei Parteien, Esher, Yeesha und den Bahro gestellt, die das Ende von Myst V beeinflussen wird.
Die Handlungsorte heißen:
- Die Wüste (= Abstieg in die Welt der D’ni)
- Direbo (Verteiler/Drehscheibe)
- K’veer (Welt der Gewölbe)
- Noloben (Inselwelt mit dem großen weißen Stein)
- Taghira (Eiswelt)
- Todelmer (Teleskop)
- Laki’ahn (eine weitere Inselwelt)

### Myst Online
Myst Online: Uru Live ist der zweite Anlauf eines MMO-Adventurespiels. Das Spiel wurde im Februar 2007 veröffentlicht und enthielt gegenüber Uru – Ages beyond Myst inklusive der beiden Erweiterungen To D’ni und The Path of the Shell acht neue Zeitalter (Eder Delin, Eder Tsogal, Negilahn, Dereno, Payiferen, Tetsonot, Minkata und Jalak). Zuletzt hatten Spieler aus 16 Ländern, darunter Deutschland, Österreich und die Schweiz, die Möglichkeit, die Höhlen im Spiel zu erkunden. Ab Mai 2007 wurde in Myst Online: Uru Live jeden Monat eine neue Episode veröffentlicht, in der unter anderem die Handlung vorangetrieben wurde und neue Zeitalter freigegeben wurden. Dabei trug die erste Episode die Nummer fünf.
Im Februar 2008 wurde von Gametap bekannt gegeben, dass Myst Online: Uru Live endet und am 4. April 2008 die Spielserver geschlossen werden. Im Dezember 2008 gab der Hersteller Cyan Worlds bekannt, dass Myst Online als Open Source freigegeben werden solle. Seit Anfang 2010 sind wieder einige der Spielserver für Myst Online: Uru Live geöffnet. Außerdem wurde es in Myst Online: Uru Live again umbenannt.

## Soundtracks
Die ersten beiden Soundtracks wurden von dem Myst-Miterfinder Robyn C. Miller produziert. Sie werden dem Musikgenre Ambient zugeordnet. Die Soundtracks zu Exile und Revelation stammen von Jack Wall, der unter anderem mit dem Orchester „Northwest Sinfonia“ unter Steve Zuckerman zusammenarbeitete. Uru und End of Ages stammen von Tim Larkin.
- Myst The Soundtrack, 1995[12]
- Riven The Soundtrack, 1998[13]
- Myst III: Exile the Soundtrack, 2001[14]
- uru music, 2003[15]
- Myst IV: Revelation Soundtrack, 2005[16]
- Myst V: End of Ages Soundtrack, 2005[17]

## Rezeption

### Kritiken
Games Aktuell wertete: „Leider wirkt der Handheld-Ableger unfertig und beherbergt neben einigen Rechtschreibfehlern auch müßige Kleinstarbeit beim Absuchen der grob-pixeligen Standbilder nach Schaltern oder Hinweisen. Zwar er-innert die Grafik an das Ur-Myst, aber aus dem DS hätte man einiges mehr herausholen können. Auch soundtechnisch kann der Titel nicht überzeugen. Zwar wurde eine deutsche Sprachausgabe spendiert – doch die ist viel zu leise.“
Das Magazin 4Players schrieb: „Mitte der Neunziger weckte eine Insel voller geheimnisvoller Maschinen die Neugier von mehr als sechs Millionen Spielern. Detailreich gerenderte Standbilder und Videoschnipsel direkt von der CD machten Cyans neuartiges Adventure zu einem vereinnahmenden Erlebnis – das sich im VR-Zeitalter neuerdings in Echtzeit erkunden lässt.“ Der Test zeigte: „Im Zeitalter narrativer Adventures, die sich beinahe von selbst spielen, wirkt hier vieles archaisch und sehr knifflig. Der Mangel an Hinweisen dürfte allerdings auch gestandenen Adventure-Fans sauer aufstoßen.“ „Hier und da wird zwar durch räumlich ortbares Quietschen, Knistern oder Glucksen symbolisiert, dass sich anderswo etwas wie die Wasserstandsänderung getan hat - doch viel zu oft irrt man danach Dutzende von Minuten umher, bis sich endlich die größeren Zusammenhänge erkennen lassen. Was genau haben die Rädchen und Zahlen vor der Grotte voller Generatoren zu bedeuten – oder die Dutzenden Seiten voller Knöpfchen-Diagramme in einem der Bücher? Wer keine guten Englischkenntnisse mitbringt, dürfte noch häufiger auf dem Schlauch stehen, da eine deutsche Übersetzung fehlt.“
Das in den 90er Jahren beliebte Spiel ist inzwischen „gealtert“. „Während die Story und die Rätsel selbst immer noch Spaß machen und sich in VR so eindrucksvoll und immersiv wie nie geben, wirkt das Gameplay auf die aktuelle Gamer-Generation wohl mittlerweile eher mühsam.“ „Vorgänge müssen oft mit kleinen Variationen wiederholt werden, um neue Informationen zu erhalten und so im Spiel weiterzukommen – inklusive zeitintensiver Laufwege und Animationen –, und der Großteil der Geschichte wird in Form von lesbaren Tagebüchern erzählt, die man beim Lesen in VR auch noch mit dauerhaft gedrücktem Trigger halten muss (Handkrampf hallo). Wer Retro-Flair liebt oder die Ursprünge der D’ni-Saga in ihrer schönsten Inkarnation erleben möchte, sollte sich dieses Remake eines absoluten Puzzle-Klassikers aber dennoch auf keinen Fall entgehen lassen.“ hieß es bei unaltered.at.

### Auszeichnungen
2017: Aufnahme in die Science Fiction Hall of Fame.

### Comics
Dark Horse Comics veröffentlichte zwei Comics:
- Ausgabe null
- Das Buch der schwarzen Schiffe

### Romane
David Wingrove half den Autoren von Myst beim Schreiben einer Romanreihe, die den Hintergrund der Geschichte rund um Myst dokumentiert. In diesen Büchern ist die Geschichte vom Volk der D’ni zu finden, die Entdeckung und der Untergang der Zivilisation von D’ni, die Kindheit von Atrus und seine Bemühungen, das alte D’ni wieder zum Leben zu erwecken.
Das mehrbändige Werk erschien im Verlag Bastei Lübbe unter dem Gesamttitel Myst mit den jeweiligen Untertiteln:
- Das Buch Atrus, 1995, ISBN 3-404-20900-1
- Das Buch Ti’ana, 1996, ISBN 978-3-404-20901-9
- Das Buch der D’ni, 1997, ISBN 3-404-20902-8

2005 wurde ein vierter Roman, englischer Arbeitstitel The Book of Marrim, angekündigt, erschien aber nie.